# Sathrochthoniella zealandica
Sathrochthoniella zealandica är en spindeldjursart som beskrevs av Beier 1967. Sathrochthoniella zealandica ingår i släktet Sathrochthoniella och familjen käkklokrypare. Inga underarter finns listade i Catalogue of Life.